# 1745 en musique classique
| \| • Retour à la chronologie générale de la musique classique • \| |
| Grèce • Rome • Haut Moyen Âge • VIIIe siècle • IXe siècle • Xe siècle • XIe siècle XIIe siècle • XIIIe siècle • XIVe siècle • XVe siècle • XVIe siècle • XVIIe siècle XVIIIe siècle • XIXe siècle • XXe siècle • XXIe siècle |
| • Retour à la chronologie générale de la musique classique • |

| Années en musique classique : 1742 - 1743 - 1744 - 1745 - 1746 - 1747 - 1748    |
| Décennies en musique classique : 1710 - 1720 - 1730 - 1740 - 1750 - 1760 - 1770 |

## Événements
- 5 janvier : création d'Hercules, drame musical de Georg Friedrich Haendel.
- 31 mars : création de Platée comédie lyrique de Jean-Philippe Rameau.
- 12 octobre : création de Les Fêtes de Polymnie, opéra-ballet de Jean-Philippe Rameau sur un livret de Louis de Cahusac.
- 27 novembre : création de Le Temple de la Gloire, opéra-ballet de Jean-Philippe Rameau sur un livret de Voltaire.
- 25 décembre (date probable) : cantate Gloria in excelsis Deo de Johann Sebastian Bach

## Naissances

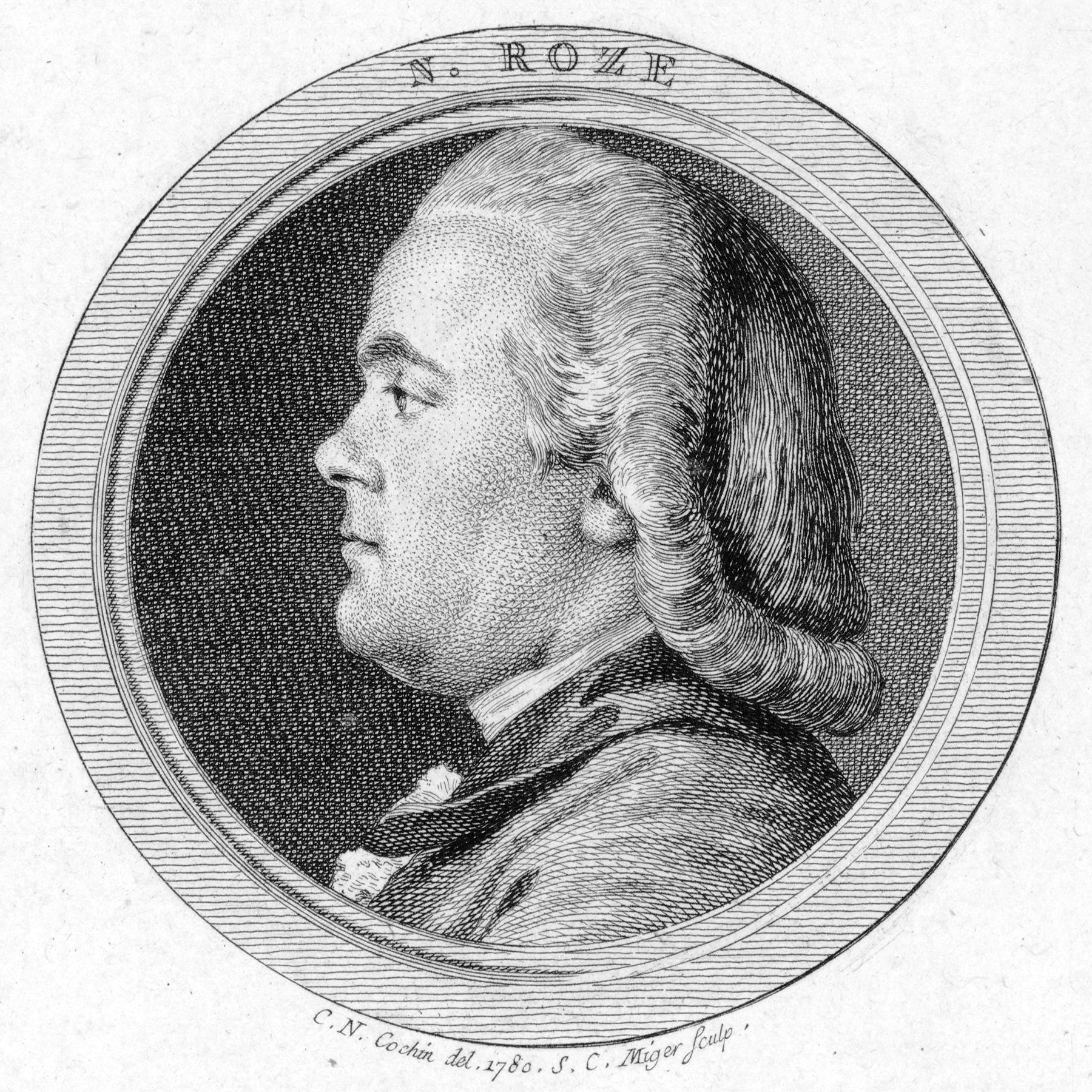
Nicolas Roze

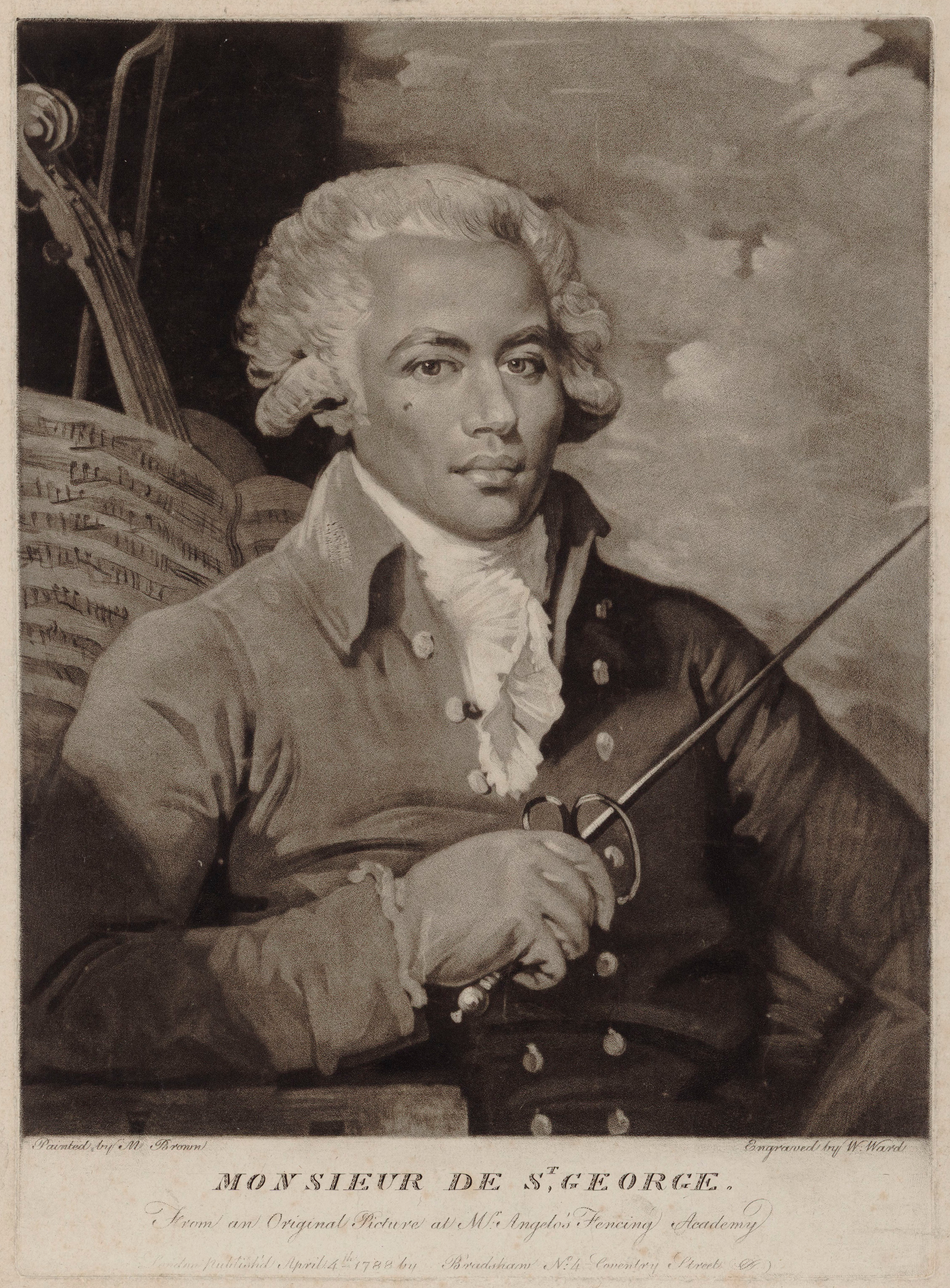
Joseph Bologne de Saint-George

- 17 janvier : Nicolas Roze, compositeur et musicologue français († 30 septembre 1819).
- 20 février : Johann Peter Salomon, violoniste allemand († 28 novembre 1815).
- 22 février : Joao de Sousa Carvalho, compositeur portugais († ca 1799).
- 16 mars : Johann Wilhelm Cornelius von Königslöw, compositeur et organiste allemand († 14 mai 1833).
- 17 mars : Nicolas Séjan, musicien français († 16 mars 1819).
- 25 mars : Nicolas-Étienne Framery, écrivain, poète, dramaturge et compositeur français († 26 novembre 1810).
- 7 avril : Georg Druschetzky, compositeur bohémien († 21 juin).
- 7 mai : Carl Stamitz, compositeur allemand († 9 novembre 1801).
- 27 juin : Jan Nepomuk Vent, compositeur et hautboïste bohémien († 3 juillet 1801).
- 15 juillet : Friedrich Wilhelm Heinrich Benda, compositeur, chambriste allemand († 19 juin 1814).
- 18 août : Johann Ignaz Ludwig Fischer, basse allemande († 10 juillet 1825).
- 27 octobre : Maksim Berezovsky, compositeur, chef d'orchestre, chanteur d'opéra et violoniste ukrainien († 2 avril).
- 9 décembre : Maddalena Laura Sirmen, compositrice et violoniste italienne († 18 mai 1818)).
- 25 décembre : Joseph Bologne de Saint-George, compositeur français († 12 juin 1799).

Date indéterminée
- Anne-Pierre-Jacques Devismes du Valgay, homme de lettres et musicographe français († 3 mai 1819).
- Joseph Harris, organiste et compositeur anglais († 1814).
- Juraj Druzecky, compositeur slovaque († 1819).

Date incertaine
- vers 1745 : Francesco Benucci, baryton-basse italien († vers 5 avril 1824).

## Décès

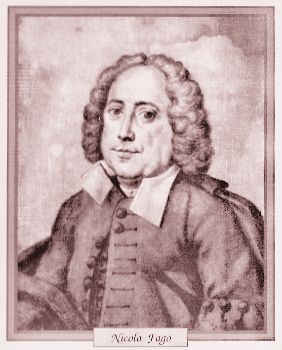
Nicola Fago

- janvier : Giovanni Lorenzo Gregori, violoniste et compositeur italien (° 1663).
- 18 février : Nicola Fago, compositeur et pédagogue italien (° 26 février 1677).
- 15 mars : Michel de la Barre, flûtiste français (° 1675).
- 18 avril : Francesco Venturini, compositeur et violoniste (° 1675).
- 27 avril : Jean-Baptiste Morin, compositeur français (° 2 février 1677).
- 9 mai : Tomaso Antonio Vitali, violoniste et compositeur italien (° 7 mars 1663).
- 28 juin : Antoine Forqueray, compositeur français (° septembre 1672).
- 30 août : Jean-Baptiste-Maurice Quinault, acteur et compositeur français (° 9 septembre 1687).
- 5 septembre : Simon-Joseph Pellegrin, poète, librettiste et dramaturge français (° 1663).
- septembre : Louis Francœur, violoniste et compositeur français (° ca 1692).
- 24 octobre : Antonio Veracini, violoniste et compositeur italien (° 17 janvier 1659).
- 4 novembre : Françoise Charlotte de Saint-Nectaire, claveciniste et compositrice française (° 1679).
- 23 décembre : Jan Dismas Zelenka, compositeur bohémien (° 16 octobre 1679).